# Любаев, Павел Кириллович
Любаев Павел Кириллович (1919 Пикшень - Саранск,  2013) - поэт, который родился в селе Пикшень, заслуженный писатель Мордовской Автономной Советской Социалистической Республики.
Окончил пикшенскую семилетнюю школу,  Саранский рабфак, Мордовский государственный университет. Также был участником Великой Отечественной Войны.
Павел Любаев является автором большинства книг и их перевода. Его произведения опубликованы во многих сборниках выпущенных в издательствах Москвы, Санкт-Петербурга и других городов.
Написал более 400 стихов, они переводились на финский и венгерский языки.